# Finschia
Finschia es un género de árboles perteneciente a la familia Proteaceae. Es endémica de  Madagascar. 

## Taxonomía
Finschia fue descrito por Otto Warburg y publicado en Botanische Jahrbücher für Systematik, Pflanzengeschichte und Pflanzengeographie 13: 297. 1891. La especie tipo es: Finschia rufa Warb. 

## Especies aceptadas
A continuación se brinda un listado de las especies del género Finschia aceptadas hasta abril de 2012, ordenadas alfabéticamente. Para cada una se indica el nombre binomial seguido del autor, abreviado según las convenciones y usos.
- Finschia carrii (Sleumer) C.T.White
- Finschia chloroxantha Diels
- Finschia ferruginiflora C.T.White
- Finschia rufa Warb.